# Glacier Bay
För andra betydelser, se Glacier Bay (olika betydelser).
Glacier Bay är en vik i Antarktis. Den ligger i Västantarktis. Inget land gör anspråk på området.